# Hilarius Moa Nurak
Hilarius Moa Nurak, né le 21 février 1943 à Waikabubak sur l'île de Sumba dans la province des petites îles de la Sonde orientales en Indonésie et mort le 29 avril 2016 à Singapour, est un évêque indonésien, évêque de Pangkal Pinang de 1987 jusqu'à son décès.

## Formation
Il a fait ses vœux au sein de la Société du Verbe-Divin le 8 janvier 1972.
Le 30 mars 1987, le pape Jean-Paul II le nomme Évêque de Pangkal Pinang. 
Il reçoit l'ordination épiscopale le 2 août 1987.

## Décès
Il chute dans sa chambre le 19 avril 2016 puis est hospitalisé à Pangkal Pinang. il est transféré dans un hôpital de Singapour le 21 avril 2016 puis décède le 29 avril 2016 dans ce même hôpital à 13h15